# 塞納兒童唱詩班
塞納兒童唱詩班，是由指揮Francis Bardot於1970年成立。該團名稱頗為複雜，一開始叫作「巴黎塞納皇家禮拜堂唱詩班」（Maitrise de la Sainte Chapelle Royale de Paris），1977年起它被委任為巴黎管絃樂團以及巴黎大歌劇院正式的兒童合唱團，而名稱也改為「國立巴黎大歌劇院附屬兒童合唱團」（Choeur d'Enfants de l'Opera National de Paris），現在的正式名稱則是叫作「塞納兒童唱詩班」（Maîtrise des Hauts-de Seine）。

## 歷史
創團之始，是由高達三百位7歲至16歲的孩童所組成。除了男童的唱詩班以外為了讓演出的範圍能夠更廣，塞納省也同時成立了一個具備六十位成年男性的男聲合唱團和一個女聲重唱團。現在該團已經成為了巴黎大歌劇院的固定駐唱兒童合唱團，千場的演唱會中他們幾乎演過所有的宗教作品、神劇以及歌劇。而在埃克斯音樂節、香榭麗舍劇院、喜劇院、馬德里皇家劇院等，都可以看到他們的身影。除了古典界之外，他們也曾經跨足為搖滾和電影配樂錄音。1996年該團團址與合唱團學校遷到College Henri Sellier，但是在哪裡並不重要，就好像該團的宗旨一樣：「唱詩班為著孩童，不是孩童為著唱詩班。」
2005年三月，他們曾經到大陸上海表演歌剧「馬可波羅與中國公主」，遺憾的是並未能同時踏上臺灣這塊土地。

## 特色
德奧的兒童合唱團與法國的兒童合唱團大相逕庭，而發聲方法更是各有各的特色，期間的不同，常常一聽就明。法國的兒童合唱講求的是溫柔婉約的美麗共鳴，而德奧的兒童合唱團注重的卻是一股強烈的德奧古典樂派的維也納氣質。然而塞納兒童唱詩班卻打破了這項成見，它同時兼具了德奧的力與法國的優美氣質，不論是演唱較為單調的教堂作品，或是華麗莊嚴的彌撒，都顯的那樣的收放自如。

## 專輯
凱魯碧尼的C小調安魂曲貝多芬深深喜愛著這首曲子，他曾說過：「如果是我自己要來寫一首，我會從它那裡原封不動地挪用許多樂段。」曲子優美動聽程度的程度可見一斑。他們演唱下的這首安魂曲，顯的那樣的莊嚴虔誠、卻又充滿活力。而第三段的Dies Irae，彷彿可以聲歷其境的聽到他們隨著爬音的咬牙切齒的步步逼近，到最後終於來到面前，時候一到，所有聲部在齊聲喊出同一句歌詞，壯闊的場景，像是千軍萬馬奔馳著。而到了第六段的Pie Jesu，由童聲先起，再帶動男聲的低沉吟唱，剛剛的瀑布奔流，現在如同進入了平原般，成了涓涓細流。
他們也演唱過莫札特的作品。孤兒院彌撒這張專輯除了孤兒院彌撒外，裡頭也收錄著Veni Sancte Spiritus、Benedictus Sit Deus這兩首聖歌以及彌撒KV139。這些曲子都是很典型的「莫札特式的」聲樂作品：眾人齊聚一堂的用充滿喜樂用歌聲的讚美上帝，而不是古老教堂裡頭的那種寂寥肅穆。塞納兒童唱詩班在這張專輯裡頭一開始氣勢非凡的唱出了Veni Sancte Spiritus這首華麗的聖歌，十足是一個充滿訓練的德國兒童合唱團。而在其後孤兒院彌撒的Laudamus te更是令人驚豔他們兩位訓練有素的soprano：Nicolas Brooymans與alto：Benjamin Hilly，如此純熟的詮釋出這首德奧派彌撒。整體而言，聽完這張專輯很難不把他們跟「獨唱製造機」托澤兒童合唱團與正統維也納古典樂派的傳人「維也納少年合唱團相比」。實際上，塞納兒童唱詩班比起兩者而言，絕對都是平分秋色，甚至有過之而無不及。

## 外部連結
- Sängerknaben!